# Michel-Amable Berthelot Dartigny
Michel-Amable Berthelot Dartigny (10 août 1738 - 10 mai 1815) est un avocat, juge, notaire et politicien du Bas-Canada.
Il est né à Québec en 1738, fils d'un marchand québécois, il a étudié au Petit Séminaire de Québec. Il a reçu sa licence d'avocat en 1771 et notaire en 1773 qu'il fit à Québec. Il a aidé à défendre la ville de Québec contre l'invasion américaine en 1775-76. En 1779, il a aidé à fonder la Communauté des avocats, une ancienne société d'avocat de la province. Berthelot Dartigny fut nommé juge à la cour des affaires communes dans le district de Québec en 1791.
Il tenta en vain d’obtenir un siège à la Chambre d'assemblée du Bas-Canada en 1792 aux premières élections. Il est élu en 1793 quand Ignace-Michel-Louis-Antoine d'Irumberry de Salaberry décida de représenter Dorchester à la Chambre d'assemblée. Il est élu pour représenter le Kent en 1798 dans une élection pour remplacer un représenté qui est mort, puis élu dans le comté de Québec en 1800 et 1804. Berthelot Dartigny s'est opposé à la loi empêchant les juges de siéger à la Chambre d'assemblée du Bas-Canada.
Il est mort à Québec en 1815.

## Famille
Son fils Amable Berthelot fut aussi avocat et membre de la chambre d'assemblée.

## Hommages
Un parc et une rue à Québec furent nommés Berthelot et une autre rue D'Artigny en honneur à Michel-Amable Berthelot Dartigny.